# Municipio de Bois D'Arc (Illinois)
El municipio de Bois D'Arc (en inglés: Bois D'Arc Township) es un municipio ubicado en el condado de Montgomery en el estado estadounidense de Illinois. En el año 2010 tenía una población de 956 habitantes y una densidad poblacional de 6,76 personas por km².

## Geografía
El municipio de Bois D'Arc se encuentra ubicado en las coordenadas 39°29′24″N 89°36′8″O / 39.49000, -89.60222. Según la Oficina del Censo de los Estados Unidos, el municipio tiene una superficie total de 141.47 km², de la cual 141,31 km² corresponden a tierra firme y (0,11 %) 0,16 km² es agua.

## Demografía
Según el censo de 2010, había 956 personas residiendo en el municipio de Bois D'Arc. La densidad de población era de 6,76 hab./km². De los 956 habitantes, el municipio de Bois D'Arc estaba compuesto por el 99,37 % blancos, el 0,1 % eran afroamericanos, el 0,1 % eran amerindios, el 0,1 % eran de otras razas y el 0,31 % eran de una mezcla de razas. Del total de la población el 0,73 % eran hispanos o latinos de cualquier raza.